# Generalkommissariat zur besonderen Verwendung

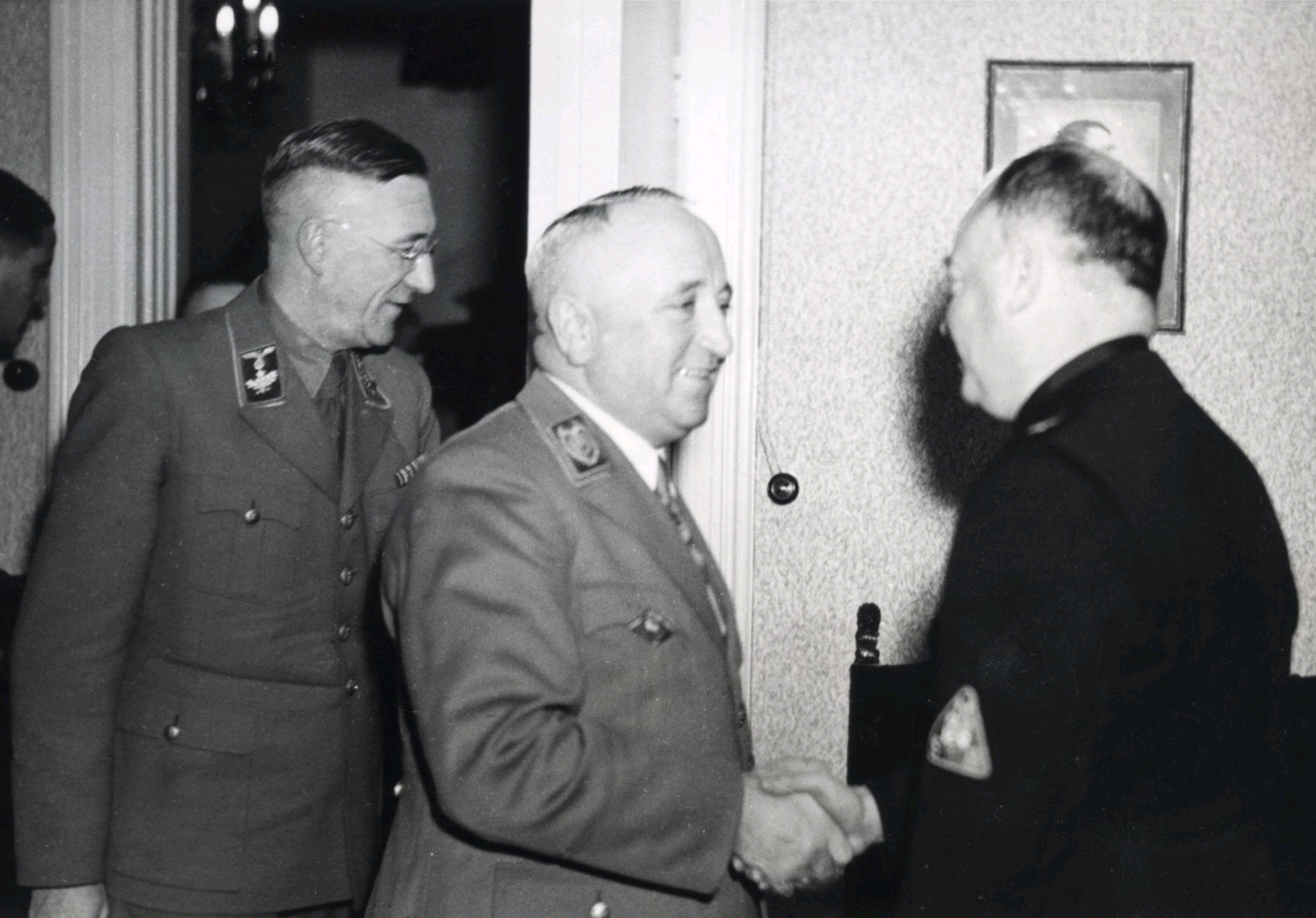
Ritterbusch, Robert Ley & Anton Mussert (1944)

Het Generalkommissariat zur besonderen Verwendung was een van de vier 'ministeries' die in Nederland tijdens de Tweede Wereldoorlog door de Duitse bezetter werden ingesteld. Het Generalkommissariat had tot taak de gelijkschakeling van het openbare leven. Leiders van het Generalkommissariat waren  Fritz Schmidt en na diens dood in  juni 1943 Willi Ritterbusch.

## Instelling van het Generalkommissariat
Met de benoeming van dr. Arthur Seyss-Inquart tot Reichskommissar für die besetzten niederländischen Gebiete kwam op 29 mei 1940 een eind aan het militair bestuur dat na de capitulatie van het Nederlandse leger was ingesteld. Rechtstreeks ondergeschikt aan Hitler was Seyss-Inquart de hoogste civiele gezagsdrager in het bezette Nederland. Het rijkscommissariaat had de aard van een toezichthoudend bestuursorgaan, maar gaf in de praktijk ook sturing aan de Nederlandse departementen. Omdat de koningin en het kabinet in ballingschap in Londen verbleven, waren de secretarissen-generaal van deze departementen de hoogste Nederlandse gezagdragers. Een Duits ambtenaar karakteriseerde een dergelijke "herrschaftliche Aufsichtsverwaltung" met de woorden "wir steuern, die Holländer verwalten". Om die sturing uit te voeren, benoemde Seyss-Inquart op 5 juni 1940 vier Generalkommissare. Als Generalkommissar zur besonderen Verwendung werd Fritz Schmidt aangesteld.

## Generalkommissar Fritz Schmidt

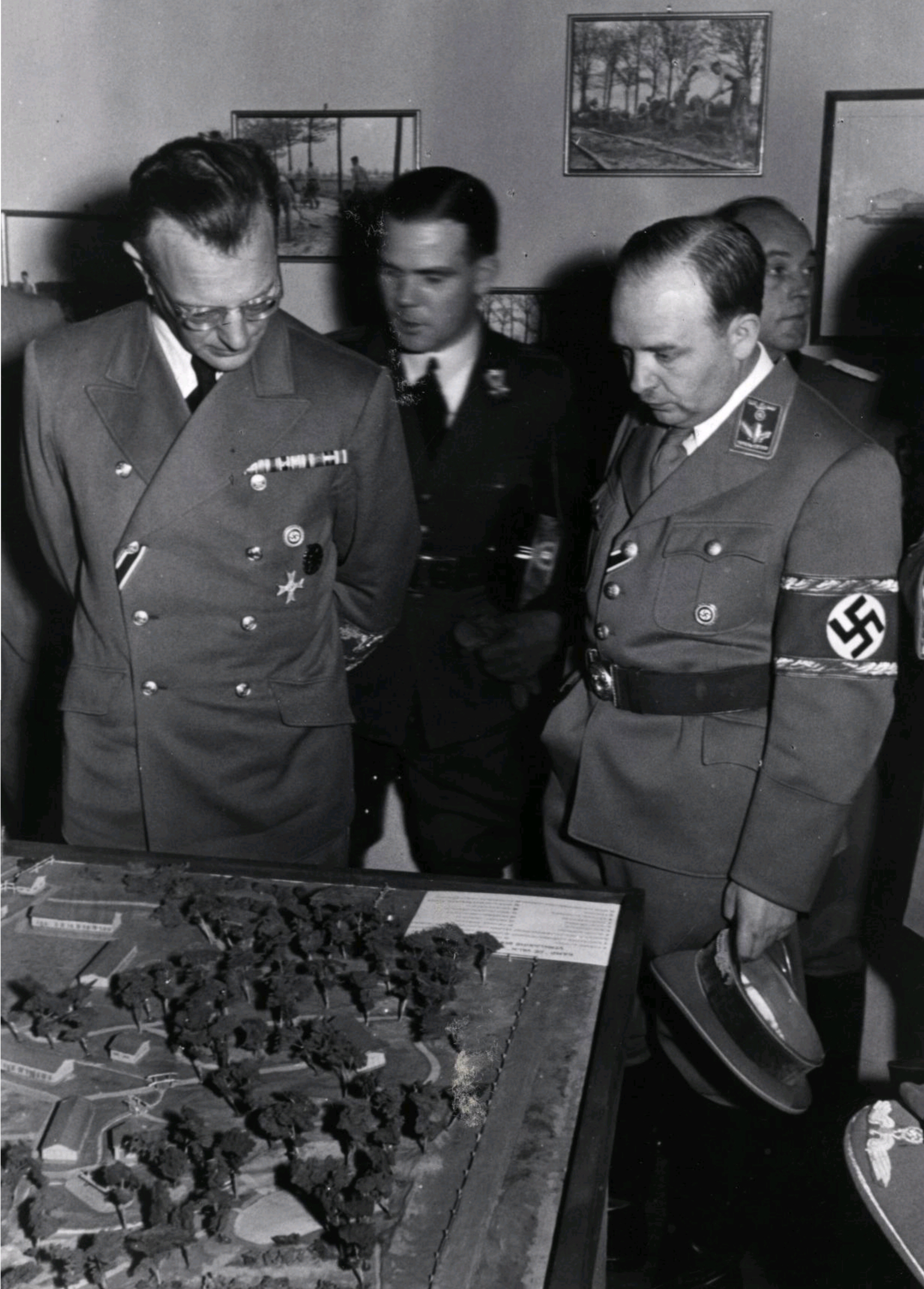
Arthur Seyß-Inquart en Fritz Schmidt (Rotterdam, 1941)

Fritz Schmidt (1903) was de enige Generalkommissar die niet uit Oostenrijk kwam maar uit Duitsland. Hij miste daardoor de persoonlijke band met Seyss-Inquart die Wimmer, Fischböck en in mindere mate Rauter wel hadden. Bovendien had Seyss-Inquart geen enkele invloed gehad op zijn benoeming want het waren NSDAP-leiders Rudolf Hess en Martin Bormann geweest die Schmidt aanwezen als vertegenwoordiger van de partij in Nederland. 
Schmidt zag een grote rol weggelegd voor NSB-leider Mussert maar botste hiermee met Rauter. De tegenstelling tussen Schmidt en Rauter in deze kwestie was tekenend voor de tegenstelling tussen de NSDAP en de SS zoals die zich in het Derde Rijk had ontwikkeld. 
Binnen het Reichskommissariat was het aan Seyss-Inquart voorbehouden een groen potlood te gebruiken voor aantekeningen op officiële stukken. Schmidt koos een bruin potlood om aantekeningen op officiële stukken te maken: ‘das Braun der Partei’.
In zijn nieuwe taak in het bezette Nederland moest Schmidt de gelijkschakeling van het openbare leven bewerkstelligen. Als een soort propagandaleider moest hij de geestelijke opvoeding en politieke meningsvorming van de Nederlanders in nationaalsocialistische richting sturen. Daarnaast was hij Hauptdienstleiter van het Arbeitsbereich der NSDAP. Alle in Nederland woonachtige Duitse NSDAP’ers waren lid van dit Arbeitsbereich. Schmidt kreeg de leiding over hun politieke en ideologische begeleiding.

## Taken van het Generalkommissariat
Omdat Nederland geen instantie kende die richting gaf aan de openbare meningsvorming, viel er voor het Generalkommissariat zur besonderen Verwendung aanvankelijk niet veel aan te sturen. Dit probleem verdween al snel toen in november 1940 het Departement voor Volksvoorlichting en Kunsten, geleid door dr. T. Goedewaagen, werd opgericht. Dit Departement werd onder het toezichthoudend bestuur gesteld van Schmidts Generalkommissariat.
Geheel in lijn met het beleid van het Reichskommissariat om de Nederlandse bevolking te laten assimileren in het Duitse Rijk, was het streven om sport zo veel mogelijk gewoon door te laten gaan en de rust in de Nederlandse sportwereld te bewaren. Seyss-Inquart vond immers: “wer Sport treibt, sündigt nicht”. Leider van het Referat Sport was dr. Hermann Harster, een vertrouweling van  Seyss-Inquart en tevens de broer van de Befehlshaber der Sicherheitspolizei und des SD Wilhelm Harster. 
Voor het controleren van de Nederlandse pers was de Presseabteilung in het leven geroepen. Tijdens dagelijkse persconferenties kregen afgevaardigden van de kranten te horen waarover ze uitdrukkelijk niet mochten schrijven en ontvingen ze aanwijzingen hoe ze over bepaalde onderwerpen juist wel moesten schrijven. Ook werden artikelen uitgereikt die door de kranten overgenomen moesten worden.
Controle en sturing van de radioprogramma’s was in handen van de Rundfunkbetreuungsstelle. Presentatoren moesten hun teksten aan deze afdeling voorleggen voordat ze hun programma mochten uitzenden. Hoewel onderdeel van het Generalkommissariat, zag leider E.K.T.F. Taubert zich vooral als vertegenwoordiger van de Reichsrundfunkgesellschaft in Berlijn.
Het Referat Internationale Organisationen leidde de opheffing van organisaties als de Rotary Club, het Nederlandse Rozekruisersgenootschap en de Vrijmetselarij. De leider van dit Referat, Werner Schwier, had ook de leiding over een gevangenkamp, het Arbeitseinsatzlager “Erika” in Ommen.
Het Generalkommissariat waakte ook over welzijn en moreel van de in Nederland gelegerde Duitse soldaten. Dit werd gedaan door het organiseren van varieté- en filmvoorstellingen, concerten, het distribueren van kranten, tijdschriften en boeken en het bezorgen van pakjes uit de Heimat.